# Isopogon scabriusculus
Isopogon scabriusculus är en tvåhjärtbladig växtart. Isopogon scabriusculus ingår i släktet Isopogon och familjen Proteaceae.

## Underarter
Arten delas in i följande underarter:
- I. s. pubifloris
- I. s. scabriusculus
- I. s. stenophyllus